# 日放電子
株式会社日放電子（にっぽうでんし、英語: Nippo Electronics Co., Ltd.）とは、東京都千代田区に本社を置く日本の企業。

## 概要
1973年3月に設立され、電子機器および電子機器システムの開発・製造やソフトウェア開発等を行っている。

## 事業
- ハードウェア開発
  - RF通信技術開発設計
  - デジタル技術開発設計
  - 機構設計、熱解析

- ソフトウェア開発
  - 組込み関係のソフトウェア開発（SoC ファームウェア開発を含む）
  - 放送/映像関係のソフトウェア開発
  - 医療関係のソフトウェア開発
  - 検査関係のソフトウェア開発
  - 計測関係のソフトウェア開発
  - セキュリティソフトウェア開発

## 沿革
- 1973年3月 - 株式会社日放の電子技術課を分離独立して設立（都内渋谷区）
- 1975年6月 - 本社を千代田区神田小川町に移転
- 1976年7月 - 新宿ソフトウェア開発センターを開設（都内新宿区）
- 1980年6月 - 多摩テクニカルセンター（ハード、ソフト工場）を川崎市多摩区に開設（新宿ソフトウェアセンター廃止）
- 1984年4月 - 川崎テクニカルセンターを川崎市高津区に開設
- 1989年2月 - アドバンストテクニカルスタジオ「A館」を現在の川崎市麻生区の「マイコンシティ」内に開設
- 1998年3月 - アドバンストテクニカルスタジオ「B館」を開設
- 2001年5月 - 大阪支店を大阪府高槻市に開設
- 2006年11月 - アドバンストテクニカルスタジオ「C館」を開設（多摩および川崎テクニカルセンターを統合移転）